# First Harrison Gray Otis House
Das First Harrison Gray Otis House (auch Otis House Museum) ist das erste von drei ehemaligen Wohnhäusern des Namensgebers Harrison Gray Otis in Boston im Bundesstaat Massachusetts der Vereinigten Staaten. Es wurde von 1795 bis 1796 errichtet und ist heute ein Museum. Es wurde am 30. Dezember 1970 als National Historic Landmark in das National Register of Historic Places eingetragen und ist seit 1966 Contributing Property des Beacon Hill Historic District.

## Architektur
Das Ende des 18. Jahrhunderts von Charles Bulfinch errichtete Wohnhaus wird heute als Prototyp für eine Reihe von im Adamstil errichteten, analog aufgebauten Gebäuden in Neuengland angesehen. Auch die Inneneinrichtung zählt zu den ersten, die von Robert Adam beeinflusst wurden.

### Außenbereiche
Das drei Stockwerke aufragende Haus weist einen rechteckigen Grundriss von etwa 14,6 m × 9,8 m auf und verfügt über ein flaches Walmdach mit jeweils einem hohen Kamin an den schmalen Seiten. Das Gebäude wurde aus Mauerziegeln errichtet, die im Flämischen Verband angeordnet sind. Die nach Süden ausgerichtete Vorderseite ist symmetrisch mit einem mittig platzierten Eingang gestaltet, über dem sich im ersten Stock auf beiden Seiten ein rekonstruiertes Fenster im Stil des Palladianismus befindet.
Die Fenster verfügen über steinerne Stürze und Bänke und werden nach oben von flachen Bögen begrenzt, die jeweils einen sichtbaren Schlussstein aufweisen. Die oberen Stockwerke werden durch ein Gesims gestalterisch hervorgehoben und lassen erkennen, dass das erste Obergeschoss deutlich höher ist als das zweite, in dem sich die Schlafräume befinden. Der Dachüberstand ist umlaufend mit einem hölzernen Gesims versehen, das mit kegelförmigen Ornamenten verziert ist.

### Innenbereiche
Im Inneren befinden sich links und rechts der breiten Eingangshalle jeweils zwei Räume, in denen ein großer Speisesaal, die Speisekammer, ein Empfangszimmer und ein Arbeitszimmer untergebracht sind. Von der Eingangshalle aus führt eine Treppe in das darüberliegende Stockwerk, das über die gleiche Raumaufteilung verfügt und einen großen Salon sowie zwei Schlafzimmer beherbergt. Im obersten Stock befinden sich vier weitere Schlafkammern.
Der Salon ist der größte Raum im Haus und äußerst elegant gestaltet. Er verfügt über eine niedrige Lambris und ein reich verziertes Gesims. Die Kaminumfassungen sind mit einem adamesken Fries verziert, und auch das Gebälk oberhalb der Tür ist im Adamstil gehalten. Die Tapete ist eine in den 1960er Jahren angefertigte Reproduktion des Originals. An der nordwestlichen Rückseite des Gebäudes befindet sich ein quadratischer Anbau mit rund 5,5 m Kantenlänge, der ursprünglich nur ein Stockwerk hoch war, nun aber ebenso hoch wie das Hauptgebäude ist und auf der Ebene des Erdgeschosses die Küche enthielt.

## Geschichte
Harrison Gray Otis erwarb das Grundstück, auf dem das heute nach ihm benannte Gebäude errichtet wurde, im Jahr 1793. Die Bauarbeiten begannen am 17. Juni 1795 und konnten Anfang 1796 abgeschlossen werden. 1797 wurde das Haus mit einem Wert von 8.000 US-Dollar (heute ca. 176.000 Dollar) bewertet. Charles Bulfinch ließ sich bei der Konstruktion des Gebäudes vom Wohnhaus von William Bingham in Philadelphia inspirieren, das er 1789 besichtigt hatte. Dieses wiederum basiert auf dem Manchester House in London. Otis bewohnte das Haus bis 1801 und verkaufte es anschließend an Thomas Osborn.
Die Fassade des Bauwerks wurde im 18. Jahrhundert stark verändert und befand sich in schlechtem Zustand, als 1916 die Society for the Preservation of New England Antiquities (heute Historic New England) zur neuen Eigentümerin wurde und mit umfassenden Restaurierungsarbeiten begann, die ihr Gründer William Sumner Appleton persönlich beaufsichtigte. Die Restaurierung konnte aufgrund des erforderlichen Umfangs erst 1920 abgeschlossen werden. Zu den wesentlichen Veränderungen zählen die Entfernung der Überdachung des Eingangs und die Rekonstruktion der palladianischen Fenster.
Im Zuge der Erweiterung der Cambridge Street wurde das Haus 1926 um rund 12 m nach hinten versetzt. 1960 beauftragte Abbott Lowell Cummings neue Restaurierungen, die unter anderem die Rekonstruktion des hölzernen Gesimses, die Entfernung von Dachgauben sowie die Erneuerung der Tapeten im Salon zum Ziel hatten. Später folgten weitere Restaurierungsarbeiten, sodass das Gebäude heute weitgehend seinem Originalaussehen entspricht.